# Pedro de Deza
Pedro de Deza (né à Séville, Espagne, le 26 mars 1520 et mort à Rome le 27 août 1600) est un cardinal espagnol du XVIe siècle .

## Repères biographiques
Pedro de Deza étudie à l'université de Salamanque et y est professeur. Il est vicaire général de l'archevêque de Saint-Jacques-de-Compostelle, juge à la chancellerie de Valladolid, archidiacre de Calatrava (archidiocèse de Tolède) et auditeur au conseil suprême de l'inquisition. Deza est président du royaume de Grenade et du conseil de Valladolid.
Le pape Grégoire XIII le crée cardinal lors du consistoire du 15 décembre 1578. Le cardinal Deza participe au conclave de 1585 (élection de Sixte V), aux conclaves de 1590 (élection d'Urbain VII et de Grégoire XIV), au conclave de 1591 (élection d'Innocent IX) ou à celui de 1592 (élection d'Urbain VIII). Il est inquisiteur-général du Saint-Office et président du tribunal cardinalice de l'inquisition.